# Bắn súng tại Đại hội Thể thao Đông Nam Á 2013
Bắn súng tại Đại hội Thể thao Đông Nam Á năm 2013 được tổ chức từ ngày 11 đến ngày 17 tháng 12 năm 2013 tại Trung tâm huấn luyện bắn súng North Dagon, thành phố Yangon, Myanmar. Đoàn thể thao Việt Nam giành được 7 tấm huy chương vàng, xếp thứ nhất toàn đoàn.

## Tóm tắt kết quả

### Nam
| Nội dung                          | Vàng                                                                    | Bạc                                                             | Đồng                                                           |
| --------------------------------- | ----------------------------------------------------------------------- | --------------------------------------------------------------- | -------------------------------------------------------------- |
| 10 m súng ngắn hơi                | Hoàng Xuân Vinh · Việt Nam                                              | Eddy Chew · Malaysia                                            | Lim Swee Hon · Singapore                                       |
| 10 m súng ngắn hơi đồng đội       | Việt Nam · Hồ Thanh Hải · Hoàng Xuân Vinh · Trần Quốc Cường             | Singapore · Gai Bin · Lim Swee Hon · Poh Lip Meng               | Malaysia · Eddy Chew · Choo Wen Yan · Johnathan Wong           |
| 50 m súng ngắn tự chọn            | Eddy Chew · Malaysia                                                    | Ye Tun Naung · Myanmar                                          | Johnathan Wong · Malaysia                                      |
| 50 m súng ngắn tự chọn đồng đội   | Việt Nam · Hoàng Xuân Vinh · Nguyễn Hoàng Phương · Trần Quốc Cường      | Singapore · Gai Bin · Lim Swee Hon · Poh Lip Meng               | Malaysia · Abdul Malek Abdul Hadi · Eddy Chew · Johnathan Wong |
| 50 m súng trường nằm bắn          | Nguyễn Thành Đạt · Việt Nam                                             | Napis Tortungpanich · Thái Lan                                  | Abel Lim Wen Yi · Singapore                                    |
| 50 m súng trường nằm bắn đồng đội | Thái Lan · Tevarit Majchacheep · Napis Tortungpanich · Attapon Uea-aree | Việt Nam · Nguyễn Duy Hoàng · Nguyễn Thành Đạt · Phùng Lê Huyên | Myanmar · Aung Thuya · Ling Aung · Wai Yan Min Thu             |

### Nữ
| Nội dung                          | Vàng                                                                                          | Bạc                                                            | Đồng                                                                       |
| --------------------------------- | --------------------------------------------------------------------------------------------- | -------------------------------------------------------------- | -------------------------------------------------------------------------- |
| 10 m súng ngắn hơi                | Nguyễn Minh Châu · Việt Nam                                                                   | Teo Shun Xie · Singapore                                       | Lê Thị Hoàng Ngọc · Việt Nam                                               |
| 10 m súng ngắn hơi đồng đội       | Việt Nam · Lê Thị Hoàng Ngọc · Nguyễn Minh Châu · Triệu Thị Hoa Hồng                          | Malaysia · Joseline Cheah · Wahidah Ismail · Bibiana Ng        | Singapore · Teh Xiu Hong · Teh Xiu Yi · Teo Shun Xie                       |
| 25 m súng ngắn thể thao           | Nicole Tan Ying Chao · Singapore                                                              | Siti Nur Masitah Mohd Badrin · Malaysia                        | Triệu Thị Hoa Hồng · Việt Nam                                              |
| 25 m súng ngắn thể thao đồng đội  | Việt Nam · Đặng Lê Ngọc Mai · Nguyễn Thùy Dung · Triệu Thị Hoa Hồng                           | Singapore · Nicole Tan Ying Chao · Teh Xiu Hong · Teo Shun Xie | Thái Lan · Pattarasuda Sowsanga · Naphaswan Yangpaiboon · Nerissa Yoksuwan |
| 50 m súng trường nằm bắn          | Thu Thu Kyaw · Myanmar                                                                        | Thanyalak Chotphibunsin · Thái Lan                             | Ratchadaporn Plengsaengthong · Thái Lan                                    |
| 50 m súng trường nằm bắn đồng đội | Thái Lan · Thanyalak Chotphibunsin · Vitchuda Pichitkanjanakul · Ratchadaporn Plengsaengthong | Myanmar · Aye Aye Thin · Than Than Saw · Thu Thu Kyaw          | Malaysia · Haslisa Hamed · Nur Suryani Taibi · Muslifah Zulkifli           |

## Bảng huy chương
| Hạng               | Đoàn               | Vàng | Bạc | Đồng | Tổng số |
| ------------------ | ------------------ | ---- | --- | ---- | ------- |
| 1                  | Việt Nam           | 7    | 1   | 2    | 10      |
| 2                  | Thái Lan           | 2    | 2   | 2    | 6       |
| 3                  | Singapore          | 1    | 4   | 3    | 8       |
| 4                  | Malaysia           | 1    | 3   | 4    | 8       |
| 5                  | Myanmar            | 1    | 2   | 1    | 4       |
| Tổng số (5 đơn vị) | Tổng số (5 đơn vị) | 12   | 12  | 12   | 36      |